# Tandemalje
Emaljen på tændernes kroner er kroppens hårdeste substans. Fuldt udviklet består emalje næsten udelukkende af kalciumsalte. Emaljen dannes af ameloblaster.